# Coccoloba latifolia
Coccoloba latifolia är en slideväxtart som beskrevs av Poir. in Lam.. Coccoloba latifolia ingår i släktet Coccoloba och familjen slideväxter. Inga underarter finns listade i Catalogue of Life.